# Cratere Sousa
Sousa  è un cratere sulla superficie di Mercurio.